# 玛丽亚·西多罗娃
玛丽亚·西多罗娃（俄语：Мари́я И́горевна Си́дорова，1979年11月21日—），俄羅斯女子手球運動員，亦是俄羅斯國家女子手球隊隊員，司職守門員。曾在2007年世界女子手球錦標賽為俄羅斯隊奪得冠軍。
2008年，西多罗娃代表俄罗斯參加中國北京舉行的奥林匹克运动会女子手球比賽，最終贏得一面銀牌。